# Mistrzostwa Świata w Narciarstwie Klasycznym 2003
Mistrzostwa Świata w Narciarstwie Klasycznym 2003 – zawody narciarstwa klasycznego odbywające się w dniach 18 lutego – 1 marca 2003 we włoskim Val di Fiemme.

## Biegi narciarskie

### Biegi narciarskie mężczyzn
| Konkurencja               | Data           | Złoto                                                                         | Srebro                                                                         | Brąz                                                                           |
| ------------------------- | -------------- | ----------------------------------------------------------------------------- | ------------------------------------------------------------------------------ | ------------------------------------------------------------------------------ |
| Sprint 1,5 km             | 26 lutego 2003 | Thobias Fredriksson                                                           | Håvard Bjerkeli                                                                | Tor Arne Hetland                                                               |
| 15 km techniką dowolną    | 21 lutego 2003 | Axel Teichmann                                                                | Jaak Mae                                                                       | Frode Estil                                                                    |
| Bieg łączony 2 × 10 km    | 23 lutego 2003 | Per Elofsson                                                                  | Tore Ruud Hofstad                                                              | Jörgen Brink                                                                   |
| 30 km ze startu wspólnego | 19 lutego 2003 | Thomas Alsgaard                                                               | Anders Aukland                                                                 | Frode Estil                                                                    |
| 50 km stylem dowolnym     | 1 marca 2003   | Martin Koukal                                                                 | Anders Södergren                                                               | Jörgen Brink                                                                   |
| Sztafeta 4 × 10 km        | 25 lutego 2003 | Norwegia · Anders Aukland · Frode Estil · Tore Ruud Hofstad · Thomas Alsgaard | Niemcy · Jens Filbrich · Andreas Schlütter · René Sommerfeldt · Axel Teichmann | Szwecja · Anders Södergren · Per Elofsson · Mathias Fredriksson · Jörgen Brink |

### Biegi narciarskie kobiet
| Konkurencja                   | Data           | Złoto                                                                     | Srebro                                                                    | Brąz                                                                             |
| ----------------------------- | -------------- | ------------------------------------------------------------------------- | ------------------------------------------------------------------------- | -------------------------------------------------------------------------------- |
| Sprint stylem dowolnym 1,5 km | 26 lutego 2003 | Marit Bjørgen                                                             | Claudia Künzel                                                            | Hilde Pedersen                                                                   |
| 10 km stylem klasycznym       | 20 lutego 2003 | Bente Skari                                                               | Kristina Šmigun                                                           | Hilde Pedersen                                                                   |
| Bieg łączony 2 × 5 km         | 22 lutego 2003 | Kristina Šmigun                                                           | Evi Sachenbacher                                                          | Olga Zawiałowa                                                                   |
| 15 km ze startu wspólnego     | 18 lutego 2003 | Bente Skari                                                               | Kristina Šmigun                                                           | Olga Zawiałowa                                                                   |
| 30 km techniką dowolną        | 28 lutego 2003 | Olga Zawiałowa                                                            | Jelena Buruchina                                                          | Kristina Šmigun                                                                  |
| Sztafeta 4 × 5 km             | 24 lutego 2003 | Niemcy · Manuela Henkel · Viola Bauer · Claudia Künzel · Evi Sachenbacher | Norwegia · Anita Moen · Marit Bjørgen · Hilde Pedersen · Vibeke Skofterud | Rosja · Natalia Korostielowa · Olga Zawiałowa · Jelena Buruchina · Nina Gawriluk |

## Kombinacja norweska
| Konkurencja                   | Data           | Złoto                                                                         | Srebro                                                                         | Brąz                                                                          |
| ----------------------------- | -------------- | ----------------------------------------------------------------------------- | ------------------------------------------------------------------------------ | ----------------------------------------------------------------------------- |
| Sprint 7,5 km                 | 28 lutego 2003 | Johnny Spillane                                                               | Ronny Ackermann                                                                | Felix Gottwald                                                                |
| 15 km metodą Gundersena       | 21 lutego 2003 | Ronny Ackermann                                                               | Felix Gottwald                                                                 | Samppa Lajunen                                                                |
| Kombinacja drużynowa 4 × 5 km | 24 lutego 2003 | Austria · Michael Gruber · Wilhelm Denifl · Christoph Bieler · Felix Gottwald | Niemcy · Thorsten Schmitt · Georg Hettich · Björn Kircheisen · Ronny Ackermann | Finlandia · Hannu Manninen · Jouni Kaitainen · Jaakko Tallus · Samppa Lajunen |

## Skoki narciarskie
| Konkurencja                       | Data           | Złoto                                                                 | Srebro                                                                         | Brąz                                                                                 |
| --------------------------------- | -------------- | --------------------------------------------------------------------- | ------------------------------------------------------------------------------ | ------------------------------------------------------------------------------------ |
| Normalna skocznia – indywidualnie | 28 lutego 2003 | Adam Małysz                                                           | Tommy Ingebrigtsen                                                             | Noriaki Kasai                                                                        |
| Duża skocznia – indywidualnie     | 22 lutego 2003 | Adam Małysz                                                           | Matti Hautamäki                                                                | Noriaki Kasai                                                                        |
| Duża skocznia drużynowo           | 23 lutego 2003 | Finlandia · Janne Ahonen · Tami Kiuru · Arttu Lappi · Matti Hautamäki | Japonia · Kazuyoshi Funaki · Akira Higashi · Hideharu Miyahira · Noriaki Kasai | Norwegia · Tommy Ingebrigtsen · Lars Bystøl · Sigurd Pettersen · Bjørn Einar Romøren |

## Szczegółowe wyniki
- Skoki narciarskie
- Biegi narciarskie
- Kombinacja norweska

## Klasyfikacja medalowa
| Pozycja | Państwo           | Złoto | Srebro | Brąz | Razem |
| ------- | ----------------- | ----- | ------ | ---- | ----- |
| 1       | Norwegia          | 5     | 5      | 6    | 16    |
| 2       | Niemcy            | 3     | 5      | 0    | 8     |
| 3       | Szwecja           | 2     | 1      | 3    | 6     |
| 4       | Polska            | 2     | 0      | 0    | 2     |
| 5       | Estonia           | 1     | 3      | 1    | 5     |
| 6       | Rosja             | 1     | 1      | 3    | 5     |
| 7       | Finlandia         | 1     | 1      | 2    | 4     |
| 8       | Austria           | 1     | 1      | 2    | 4     |
| 9       | Japonia           | 0     | 1      | 2    | 3     |
| 10      | Stany Zjednoczone | 1     | 0      | 0    | 1     |
| 11      | Czechy            | 1     | 0      | 0    | 1     |